# Bernard Farcy
Bernard Farcy (ur. 17 marca 1949) – francuski aktor, znany głównie z występów jako komisarz Gibert w serii filmów Gérarda Krawczyka Taxi.

## Wybrana filmografia
- 1983: Księżyc w rynsztoku (Lune dans le caniveau) jako Jesus
- 1984: Kobiety niczyje (Femmes de personne) jako Bruno
- 1984: Nasza historia (Notre histoire) jako Farid
- 1995: Trzej bracia (Les Trois frères) jako Steven
- 1997: Siostrzyczki (Les Soeurs soleil) jako Norbert
- 1998: Taxi jako inspektor Gibert
- 2000: Taxi 2 jako inspektor Gibert
- 2001: Braterstwo wilków (Le Pacte des loups) jako Laffont
- 2002: Asterix i Obelix: Misja Kleopatra (Astérix & Obélix: Mission Cléopâtre) jako Pirat
- 2003: Taxi 3 jako inspektor Gibert
- 2004: Iznogud jako Pullmankar
- 2007: Taxi 4 jako inspektor Gibert
- 2018: Taxi 5 jako inspektor Gibert